# Orthocentrus trifasciatus
Orthocentrus trifasciatus là một loài tò vò trong họ Ichneumonidae.